# Brit Awards de 1993
O Brit Awards de 1993 foi a 13ª edição do maior prêmio anual de música pop do Reino Unido. Eles são administrados pela British Phonographic Industry e ocorreram em 16 de fevereiro de 1993 no Alexandra Palace em Londres.

## Performances
- Andy Bell & k.d. lang – "No More Tears (Enough Is Enough)"
- Madness – "Night Boat to Cairo"
- Peter Gabriel – "Steam"
- Rod Stewart – "Ruby Tuesday"
- Simply Red – "Wonderland"
- Suede – "Animal Nitrate"
- Tasmin Archer – "Sleeping Satellite"

## Vencedores e nomeados
| Álbum Britânico do Ano | Produtor Britânico do Ano |
| --- | --- |
| - Annie Lennox – Diva - Elton John – The One - Genesis – We Can't Dance - The Orb – U.F.Orb - Right Said Fred – Up - Shakespears Sister – Hormonally Yours                   | - Peter Gabriel - Paul Oakenfold & Steve Osborne - Pete Waterman - Stephen Lipson - Trevor Horn |
| Single Britânico do Ano | Vídeo Britânico do Ano |
| - Take That – "Could It Be Magic" - Shakespears Sister – "Stay" - Take That – "It Only Takes a Minute" - Take That – "A Million Love Songs" - Wet Wet Wet – "Goodnight Girl" | - Shakespears Sister – "Stay" - Annie Lennox – "Walking on Broken Glass" - Erasure – "Take a Chance on Me" - Genesis – "Jesus He Knows Me" - Simply Red – "For Your Babies" Eliminado - The Cure – "Friday I'm in Love" - George Michael – "Too Funky" - Lisa Stansfield – "All Woman" - Peter Gabriel – "Digging in the Dirt" - Tasmin Archer – "Sleeping Satellite" |
| Artista Solo Masculino Britânico | Artista Solo Feminina Britânica |
| - Mick Hucknall - Elton John - Eric Clapton - George Michael - Joe Cocker - Phil Collins                                                                                     | - Annie Lennox - Kate Bush - Lisa Stansfield - Siobhan Fahey - Tasmin Archer |
| Grupo Britânico | Melhor Revelação Britânica |
| - Simply Red - The Cure - Erasure - Right Said Fred - Shakespears Sister | - Tasmin Archer - Dina Carroll - KWS - Take That - Undercover |
| Prêmio Especial de Realização | Artista Solo Internacional |
| - Contribuição Excepcional para a Música: Rod Stewart - Ato Vivo Mais Bem Sucedido: U2                                                                                       | - Prince - Curtis Stigers - Enya - k.d. lang - Madonna |
| Grupo Internacional | Melhor Revelação Internacional |
| - R.E.M. - Crowded House - En Vogue - Nirvana - U2 | - Nirvana - Arrested Development - Boyz II Men - Curtis Stigers - Tori Amos |
| Gravação Clássica | Melhor Gravação de Trilha Sonora |
| - Nigel Kennedy - Cecilia Bartoli - Henryk Górecki - John Tavener - Nikolaus Harnoncourt                                                                                     | - Wayne's World - Bugsy - Frankie and Johnny - Hook - Mo' Money |